# Holdrege
Holdrege és una població dels Estats Units a l'estat de Nebraska. Segons el cens del 2000 tenia 5.636 habitants.

## Demografia
Segons el cens del 2000, Holdrege tenia 5.636 habitants, 2.355 habitatges, i 1.544 famílies. La densitat de població era de 578,7 habitants per km².
Dels 2.355 habitatges en un 30,7% hi vivien nens de menys de 18 anys, en un 56,3% hi vivien parelles casades, en un 7,1% dones solteres, i en un 34,4% no eren unitats familiars. En el 30,4% dels habitatges hi vivien persones soles el 14,8% de les quals corresponia a persones de 65 anys o més que vivien soles. El nombre mitjà de persones vivint en cada habitatge era de 2,35 i el nombre mitjà de persones que vivien en cada família era de 2,93.
Per edats la població es repartia de la següent manera: un 25,5% tenia menys de 18 anys, un 6,2% entre 18 i 24, un 25,6% entre 25 i 44, un 23,9% de 45 a 60 i un 18,8% 65 anys o més.
L'edat mediana era de 40 anys. Per cada 100 dones de 18 o més anys hi havia 87,2 homes.
La renda mediana per habitatge era de 36.225 $ i la renda mediana per família de 44.939 $. Els homes tenien una renda mediana de 29.288 $ mentre que les dones 22.281 $. La renda per capita de la població era de 20.569 $. Aproximadament el 5,7% de les famílies i el 8,8% de la població estaven per davall del llindar de pobresa.

## Poblacions més properes
El següent diagrama mostra les poblacions més properes.